# فریدون منوچهریان
فریدون (فرد) منوچهریان (انگلیسی: Fraydun Manocherian؛ زادهٔ ۱۹۳۲ (۹۲–۹۳ سال)) توسعه املاک و مستغلات، فیلمساز و نویسنده آمریکایی است.

## زندگی‌نامه
منوچهریان در سال ۱۹۳۲ در یک خانواده یهودی ایرانی که بهایی شده بودند از یحیی منوچهریان و طوبی لاله زاری متولد شد. او دارای یک خواهر به نام توران منوچهریان و سه برادر به نامهای هوشنگ، اسکندر و منوچهر است. او و برادرانش شرکت منوچهریان برادرز و پان آم اکیتیز را تأسیس کردند که در قسمت آپر ایست ساید نیویورک به آپارتمان سازی پرداخت. در سال ۱۹۷۳ منوچهریان که به بدنسازی علاقه داشت کلوپ سلامتی نیویورک را تأسیس کرد که بعداً بزرگترین کلوپ بدنسازی زنجیره ای در شهر نیویورک شد. او همچنین مؤسس مرکز تحقیقات استرس در نیویورک بود.
او در سال ۱۹۵۵ به لابی گری برای آموزش ترافیک در مدارس پرداخت بعد از اینکه دو تن از دوستانش توسط یک راننده مست جان باختند. در سال ۱۹۶۲ او سازمان ملی امنیت جاده ای را تأسیس کرد. در سال ۱۹۷۰ او کتابی به نام بدن، فلز و شیشه نوشت که دربارهٔ امنیت بود که در آن چارت منوچهریان را توضیح داد. او و همکارش لئونارد رابینز سازمان منوچهریان رابینز را تأسیس کردند که مأموریت آن کاهش تصادفات جاده ای از طریق تبلیغات و لابی گری بود.
در سال ۲۰۱۱ او کتابی خیالی به نام وصیت پدرم: یک داستان را نوشت.

## جایزه‌ها
منوچهریان به دلیل تبلیغ برای امنیت جاده ای جوایز زیادی دریافت کرده‌است. او از دانشگاه سنت‌جانز (نیویورک) مدرک دکترای افتخاری، مدرک کارشناسی ارشد از دانشگاه بین‌المللی واشینگتن را دریافت کرده‌است.

## زندگی شخصی
منوچهریان در سال ۱۹۵۹ با جنیفر آن رابینز دختر نویسنده کتابهای آشپزی آن رو رابینز ازدواج کرد. آنها دارای پنج فرزند شدند، کیم، جان، جد، گرگ و کارا.
برادر او اسکندر منوچهریان (فوت شده در سال ۱۹۹۹) با برنیس منوچهریان رئیس سابق آیپک (سازمان لابی گری برای دولت اسرائیل) ازدواج کرد. در سال ۱۹۸۵ دختر او کیمبرلی دیانا منوچهاریان با جروم جان استرلوف ازدواج کرد. کیم مدیرعامل کلوپ بدنسازی نیویورک است. خواهرزاده او الن با سازنده آپارتمان معروف کامران حکیم ازدواج نمود. پسر او گرگ فیلمساز است. پسر دیگر او جان تهیه‌کننده فیلم دیو چپل بود.